# Nagoji Bhatta
Nāgoji Bhaṭṭa (en devanāgarī : नागोजि भट्ट) ou Nāgeśa Bhaṭṭa, aussi appelé Nāgoji Dīkṣita (1670-1750), était un grammairien et un philosophe indien qui vivait à Vārāṇasī. Il est l'auteur d'une série de commentaires concernant toutes les œuvres de Patañjali, qu'il considérait comme un auteur unique.

## Œuvres
- La Yoga-sutra-vritti, appelé aussi Bhashya charavyakhya est un sous-commentaire des Yoga-Sûtra qui s'appuie sur le Yogabhasya de Vyasa. Il incorpore beaucoup d'érudition Sāṃkhya, entre autres.
- La Patanjalasutravritti est un commentaire qui diffère du premier par sa brièveté et son indépendance d'esprit à l'égard de Vyasa.
- l'Uddyota est un commentaire du Mahābhāṣya de Patañjali qui marque la fin de l'histoire de l'interprétation de ce texte et la dernière contribution majeure à la tradition vyākaraṇa (grammaire sanskrite) avant l'introduction de la linguistique occidentale.